# Liste der Biografien/Orl
Liste der Biografien |
Portal Biografien |
Personensuche
# |
A |
B |
C |
D |
E |
F |
G |
H |
I |
J |
K |
L |
M |
N |
O |
P |
Q |
R |
S |
T |
U |
V |
W |
X |
Y |
Z |
?
 
Oa |
Ob |
Oc |
Od |
Oe |
Of |
Og |
Oh |
Oi |
Oj |
Ok |
Ol |
Om |
On |
Oo |
Op |
Oq |
Or |
Os |
Ot |
Ou |
Ov |
Ow |
Ox |
Oy |
Oz
 
Ora |
Orb |
Orc |
Ord |
Ore |
Orf |
Org |
Orh |
Ori |
Orj |
Ork |
Orl |
Orm |
Orn |
Oro |
Orp |
Orr |
Ors |
Ort |
Oru |
Orv |
Orw |
Orx |
Ory |
Orz
Die Liste der Biografien führt alle Personen auf, die in der deutschsprachigen Wikipedia einen Artikel haben. Dieses ist eine Teilliste mit 216 Einträgen von Personen, deren Namen mit den Buchstaben „Orl“ beginnt.

## Orl

### Orla
- Orla, Alessia (* 1992), italienische Triathletin
- Orla, Ressel (1889–1931), österreichisch-deutsche Schauspielerin
- Orlac, Sebastian (* 1970), deutscher Regisseur, Drehbuchautor und Schriftsteller
- Orlac, Stephan (1931–2020), deutscher Schauspieler
- Orlacher, Caspar II. (1601–1669), österreichischer Zisterzienser
- Orlainsky, Christian (* 1962), österreichischer Skirennläufer
- Orlamünde, Julia (1964–2008), deutsche Altorientalistin
- Orlamünder, Ferdinand (1847–1929), deutscher Gutsbesitzer und Politiker, MdL
- Orlan (* 1947), französische Künstlerin
- Orlanda, Martha (1886–1970), deutsche Stummfilmschauspielerin
- Orlandi, Carlo (1910–1983), italienischer Boxer
- Orlandi, Carlo Maria (1820–1895), italienischer Geistlicher, Generalvikar der Pallottiner
- Orlandi, Clemente (1694–1775), italienischer Architekt
- Orlandi, Elisa (1811–1834), italienische Opernsängerin (Sopran)
- Orlandi, Emanuela (* 1968), italienische verschollene PersonEmanuela Orlandi (* 1968)

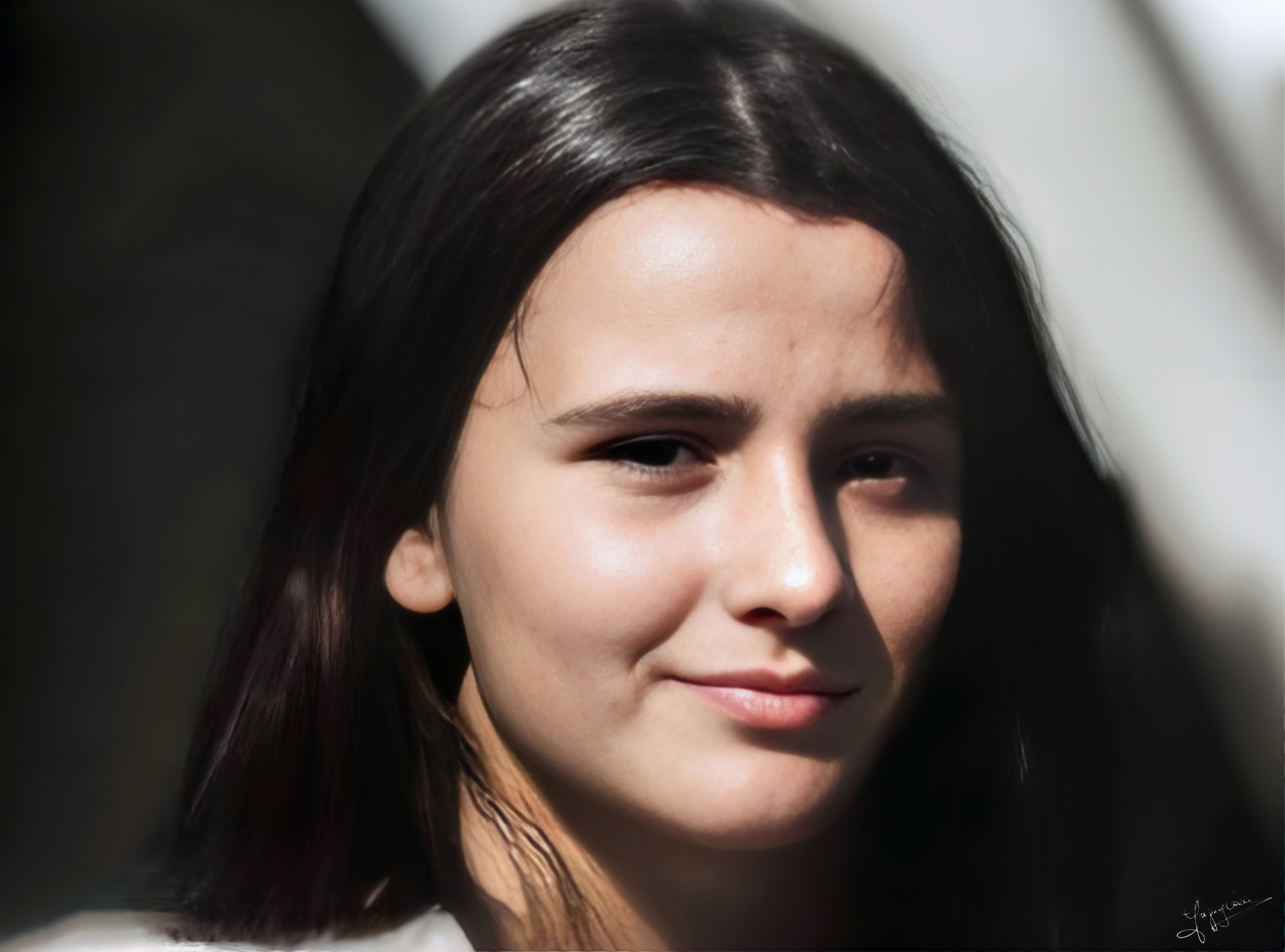
Emanuela Orlandi (* 1968)

- Orlandi, Eugenio, italienischer Manager und EU-Beamter
- Orlandi, Ferdinando (1774–1848), italienischer Komponist
- Orlandi, Giovanni (1938–2007), italienischer Mediävist und Latinist
- Orlandi, Maurizio (* 1957), italienischer Radrennfahrer
- Orlandi, Nora (1933–2025), italienische Komponistin
- Orlandi, Paolo, italienischer Jazzmusiker (Schlagzeug)
- Orlandi, Pellegrino Antonio (1660–1727), italienischer Autor und Kunsthistoriker
- Orlandi, Tito (* 1940), italienischer Koptologe
- Orlandianyi, León (* 2001), österreichischer Schauspieler
- Orlandić, Petar Orlandić (* 1990), montenegrinischer Fußballspieler
- Orlandini, Ernestina (1869–1965), deutsch-italienische Malerin
- Orlandini, Giovanni (1859–1937), italienischer Archivar
- Orlandini, Giuseppe (* 1922), italienischer Filmregisseur
- Orlandini, Giuseppe Maria (1676–1760), italienischer Opernkomponist
- Orlandini, Henri (1955–2016), französischer Fußballspieler
- Orlandini, Lia (1896–1975), italienische Schauspielerin und Synchronsprecherin
- Orlandini, Rodolfo (1905–1990), argentinischer Fußballspieler
- Orlandini, Simone (* 1977), italienischer Regisseur, Schauspieler, Schriftsteller, Forscher und Filmproduzent
- Orlandini, Vincenzo (1910–1961), italienischer Fußballschiedsrichter
- Orlando Julius (1943–2022), nigerianischer Musiker
- Orlando, Alberto (* 1938), italienischer Fußballspieler
- Orlando, Alfonso (1892–1969), italienischer Langstreckenläufer
- Orlando, Andrea (* 1969), italienischer Politiker (Partito Democratico), Mitglied der Camera dei deputati
- Orlando, Angelo (* 1962), italienischer Autor, Regisseur und Schauspieler
- Orlando, Bobby (* 1958), US-amerikanischer Musikproduzent, Sänger, Komponist und Multiinstrumentalist
- Orlando, Don (1912–1987), italienisch- bzw. US-amerikanischer Schauspieler
- Orlando, Francesco (1934–2010), italienischer Autor, Romanist, Italianist, Französist und Literaturtheoretiker
- Orlando, Gaetano (* 1962), italo-kanadischer Eishockeyspieler, -trainer und -scout
- Orlando, Ida Jean (1926–2007), US-amerikanische Pflegetheoretikerin und Professorin
- Orlando, Leoluca (* 1947), italienischer Jurist und Politiker, Mitglied der Camera dei deputati, MdEPLeoluca Orlando (* 1947)

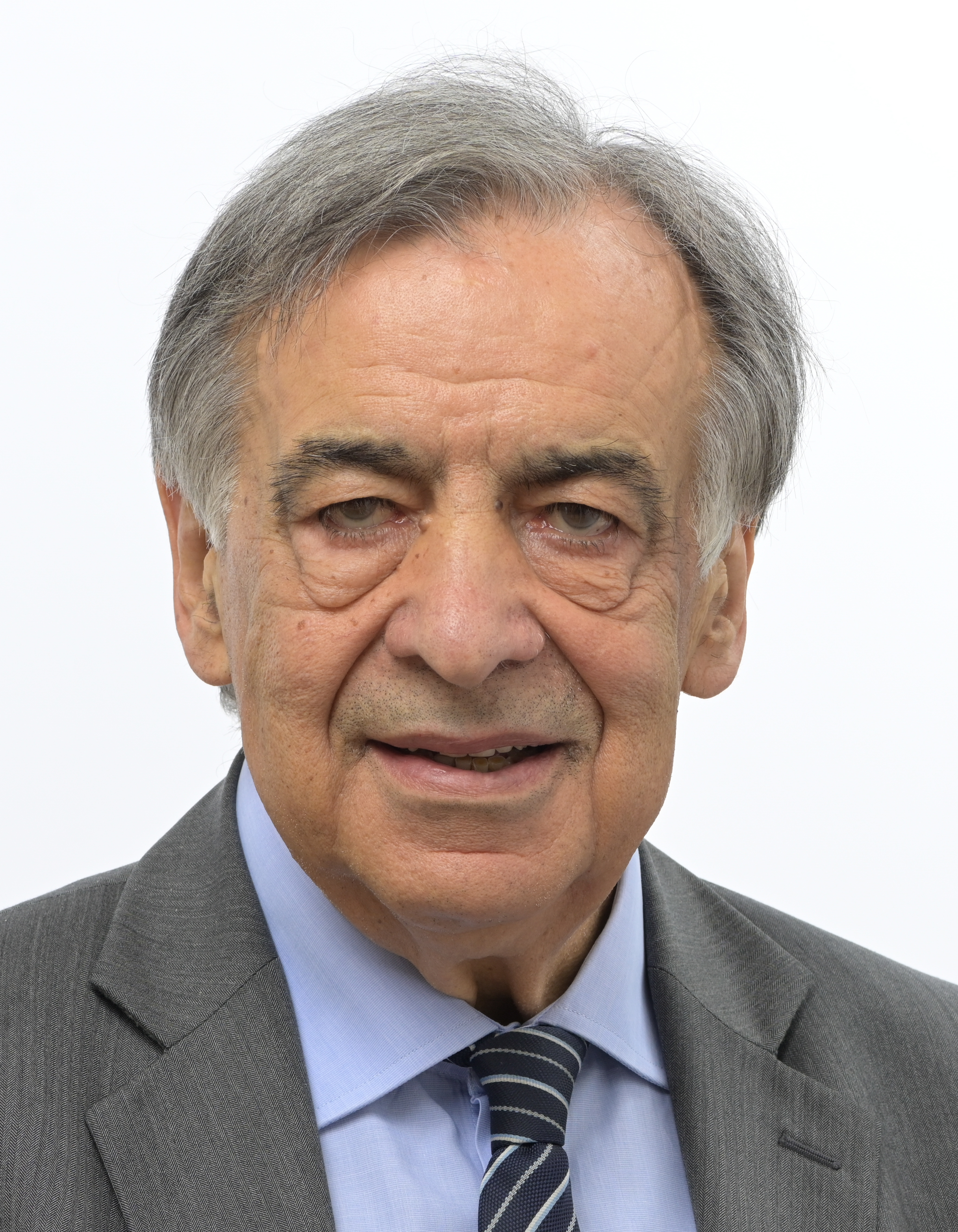
Leoluca Orlando (* 1947)

- Orlando, Marc (* 1968), französisch-australischer Konferenzdolmetscher, Übersetzer und Dozent
- Orlando, Mike, US-amerikanischer Gitarrist
- Orlando, Muriel (* 1989), argentinischer Fußballspieler
- Orlando, Ramón (* 1960), dominikanischer Merenguemusiker
- Orlando, Roberto (* 1995), italienischer Speerwerfer
- Orlando, Silvio (* 1957), italienischer Schauspieler
- Orlando, Tony (* 1944), US-amerikanischer PopsängerTony Orlando (* 1944)

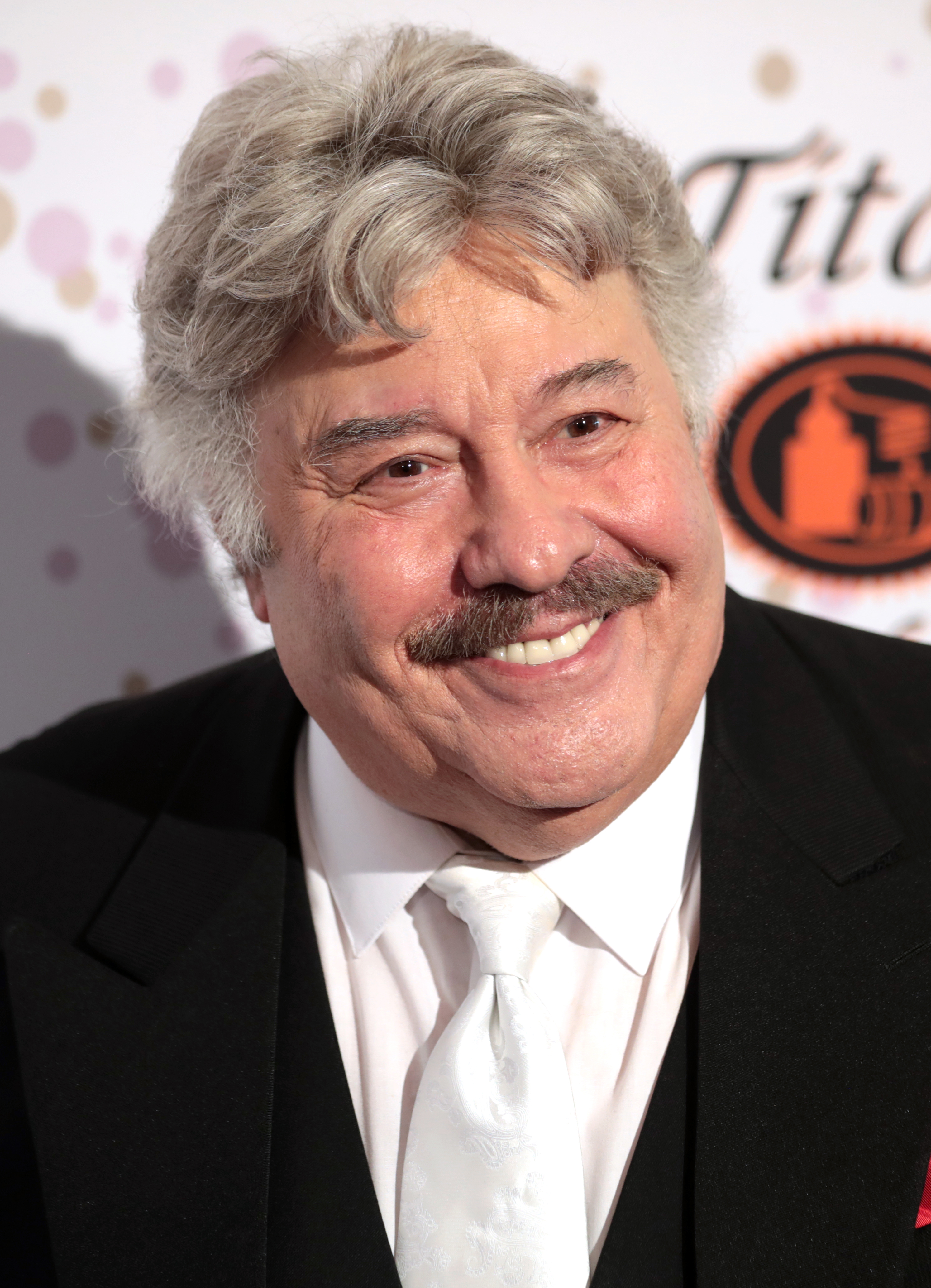
Tony Orlando (* 1944)

- Orlando, Vittorio Emanuele (1860–1952), italienischer Rechtswissenschaftler und Politiker
- Orlando-Willberg, Cecilia (* 1972), schwedische Schauspielerin
- Orlandoni, Giuseppe (* 1939), italienischer Priester und Bischof von Senigallia
- Orlandoni, Paolo (* 1972), italienischer Fußballtorhüter
- Orlandos, Anastasios (1887–1979), griechischer Architekt, Bauforscher, Archäologe und Denkmalpfleger
- Orlandos, Ioannis (1770–1852), griechischer Reeder und Politiker
- Orlanducci, Charles (* 1951), französischer Fußballspieler

### Orle
- Orlean, Susan (* 1955), US-amerikanische Journalistin und Autorin
- Orléans de Rothelin, Charles d’ (1691–1744), französischer Theologe und Gelehrter
- Orléans, Emmanuel d’, duc de Vendôme (1872–1931), Franzose aus dem Haus Orléans
- Orléans, Ferdinand d’, duc d’Alençon (1844–1910), Herzog von Alençon
- Orléans, Ferdinand d’, duc de Montpensier (1884–1924), Mitglied aus dem Hause Orléans-Bourbon
- Orléans, François d’ (1935–1960), französischer Aristokrat aus dem Haus Orléans und Offizier der französischen Armee
- Orléans, Françoise d’ (1844–1925), Mitglied des Hauses Orléans
- Orléans, Françoise Madeleine d’ (1648–1664), französische Prinzessin, durch Heirat Herzogin von Savoyen
- Orléans, Gaston de Bourbon, duc d’ (1608–1660), französischer Prinz, Herzog von Orléans
- Orléans, Henri d’ (1908–1999), französischer Adelsnachkomme, Chef und Thronprätendent des Hauses Orléans
- Orléans, Henri d’ (1933–2019), französischer „Thronprätendent“ des Hauses Orléans
- Orléans, Henri Philippe Marie d’ (1867–1901), französischer Forschungsreisender
- Orléans, Isabelle Françoise Helene Marie d’ (1900–1983), französische Angehörige des Hauses Bourbon
- Orléans, Jean d’ (* 1965), französischer «Dauphin» des Hauses OrléansJean d’Orléans (* 1965)

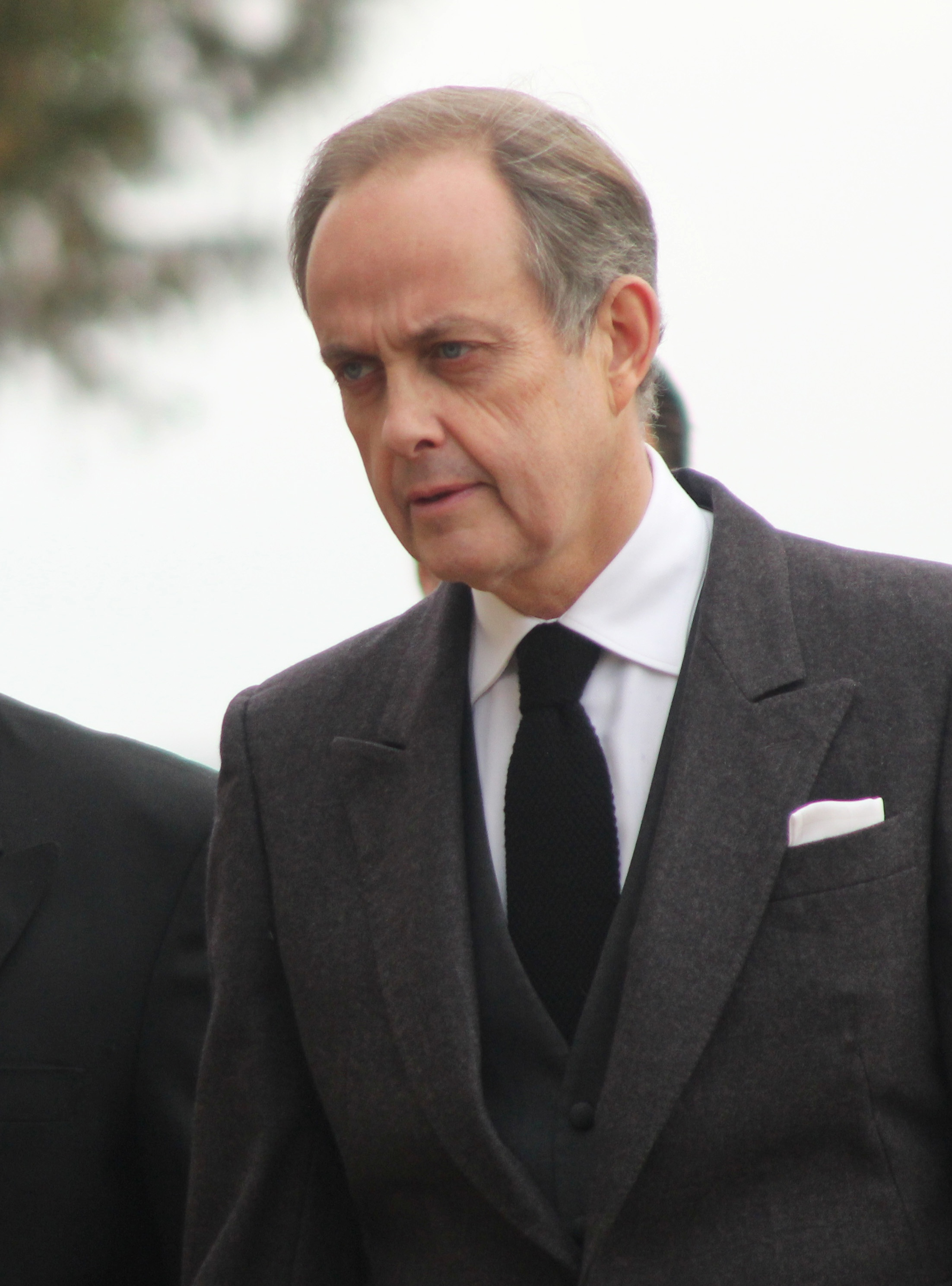
Jean d’Orléans (* 1965)

- Orléans, Jean d’, duc de Guise (1874–1940), Chef des Hauses Orléans-Bourbon und dessen Thronprätendent
- Orleans, Joan, US-amerikanische Gospel- und Pop-Sängerin
- Orléans, Louis d’, duc de Nemours (1814–1896), Herzog von Nemours sowie französischer Brigadegeneral
- Orléans, Louis Philippe Robert d’Orléans, duc d’ (1869–1926), französischer Thronprätendent
- Orléans, Louise d’ (1882–1958), französische Adlige, Prinzessin beider Sizilien
- Orléans, Louise Victoire d’ (1869–1952), französische Adlige, Prinzessin von BayernLouise Victoire d’Orléans (1869–1952)

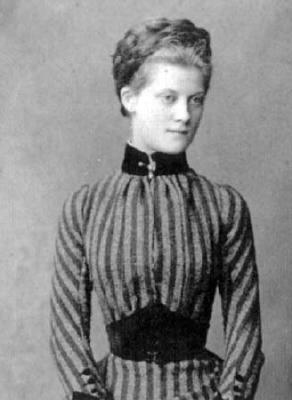
Louise Victoire d’Orléans (1869–1952)

- Orléans, Robert d’, duc de Chartres (1840–1910), Herzog von Chartres
- Orléans, Sabine (* 1960), deutsche Schauspielerin
- Orléans-Borbón, Alfonso de (* 1968), spanischer Adeliger und Rennstallbesitzer
- Orléans-Bragança, Pedro Gastão d’ (1913–2007), Adliger des Hauses Orléans-Bragança
- Orléans-Bragance, Isabelle d’ (1911–2003), französische Autorin, Ehefrau des Chefs des Hauses Orléans
- Orléans-Braganza, Bertrand von (* 1941), Oberhaupt des brasilianischen Kaiserhauses
- Orléans-Longueville, Antoinette von (1572–1618), französische Markgräfin, Benediktinerin, Ordensreformerin, Ordensgründerin und Klostergründerin
- Orléans-Longueville, Charles Paris d’ (1649–1672), französischer Adliger, Gouverneur der Normandie
- Orléans-Longueville, Claude d’ (1508–1524), Großkammerherr von Frankreich
- Orléans-Longueville, François d’ († 1631), französischer Adliger, Gouverneur von Orléans, Blois und Tours
- Orléans-Longueville, François III. d’ (1535–1551), Großkammerherr von Frankreich, Pair von Frankreich
- Orléans-Longueville, Henri I. d’ (1568–1595), Großkammerherr von Frankreich, Gouverneur von Picardie
- Orléans-Longueville, Jean d’ (1492–1533), Erzbischof von Toulouse, Bischof von Orléans, Kardinal
- Orléans-Longueville, Jean Louis d’ (1646–1694), französischer Adliger, Fürst von Neuenburg, Pair von Frankreich, Herzog von Longueville und Estouteville, Graf von Saint-Pol und Tancarville, Gouverneur der Normandie
- Orléans-Longueville, Léonor d’ (1540–1573), französischer Adliger
- Orléans-Longueville, Louis II. d’ (1510–1537), Großkammerherr von Frankreich, Pair von Frankreich
- Orleska, Miriam († 1942), polnische Theaterschauspielerin des jiddischen Theaters
- Orleton, Adam († 1345), englischer Geistlicher, Politiker und Diplomat
- Orlev, Uri (1931–2022), polnisch-israelischer Autor von Kinder- und JugendbüchernUri Orlev (1931–2022)

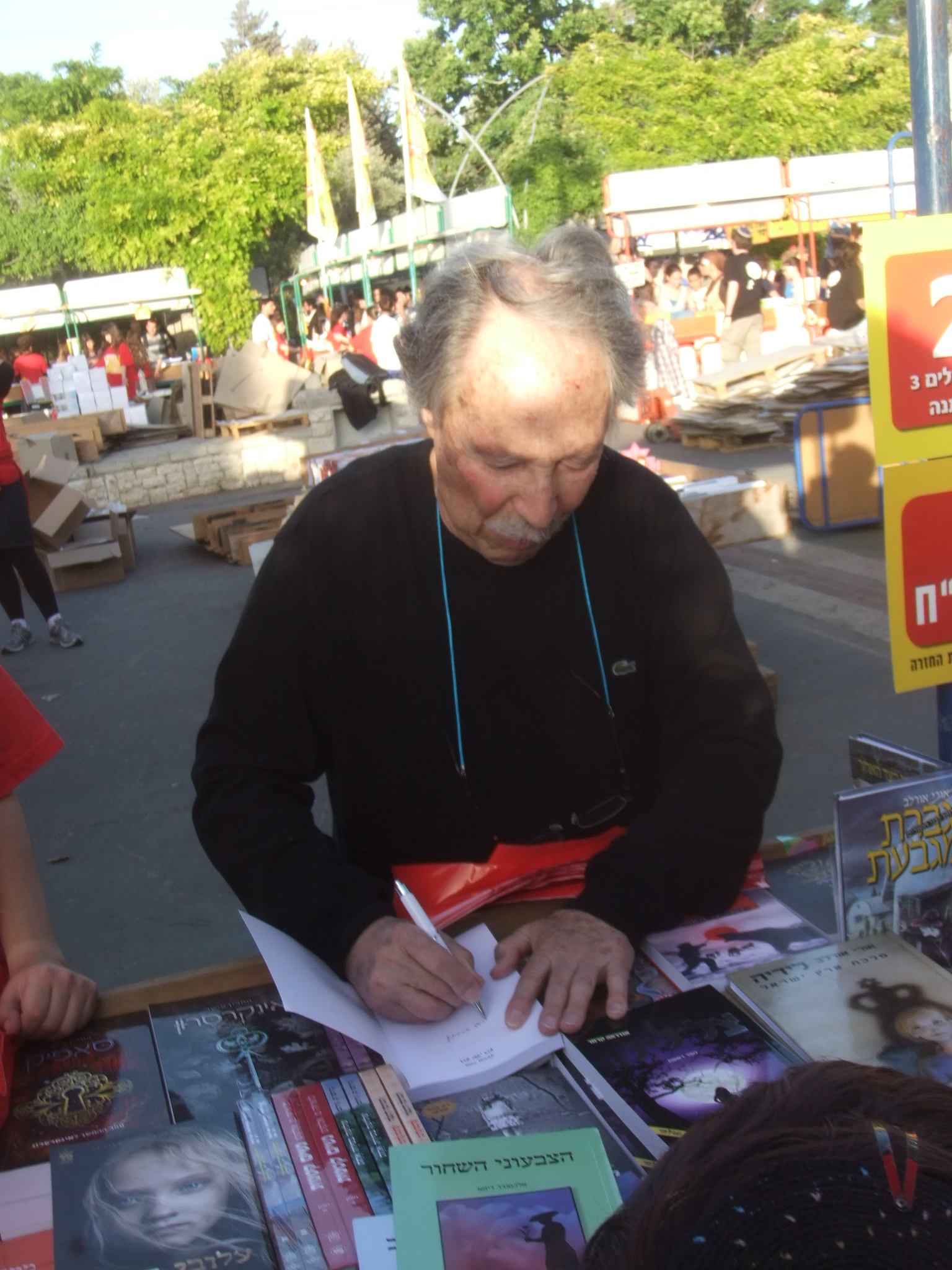
Uri Orlev (1931–2022)

- Orlew, Sebulon (* 1945), israelischer Politiker (Nationalreligiöse Partei)
- Orley, Bernard van († 1542), flämischer Maler

### Orli
- Orliac, Dominique (* 1952), französische Politikerin, Mitglied der Nationalversammlung
- Orlić, Milan (* 1962), serbischer Dichter, Schriftsteller und Verleger
- Orlic, Miroslav (* 1993), österreichischer Fußballspieler
- Orlich Bolmarcich, Francisco José (1907–1969), costa-ricanischer Politiker, Präsident Costa Ricas
- Orlich, Ernst (1868–1935), deutscher Physiker (Maschinenbau, Elektrotechnik)
- Orlich, Ernst Ludwig (1706–1764), Hauptpastor zu St. Michaelis in Hamburg
- Orlich, Leopold von (1804–1860), preußischer Offizier und Schriftsteller
- Orlicky, Joseph (1922–1986), tschechoslowakisch-amerikanischer Pionier der computergestützten Produktionssteuerung
- Orlicz, Władysław (1903–1990), polnischer Mathematiker und Hochschullehrer
- Orliens, David van (1570–1652), niederländischer Bauingenieur
- Orlik, Armon (* 1995), Schweizer Schwinger
- Orlik, Curdin (* 1993), Schweizer SchwingerCurdin Orlik (* 1993)

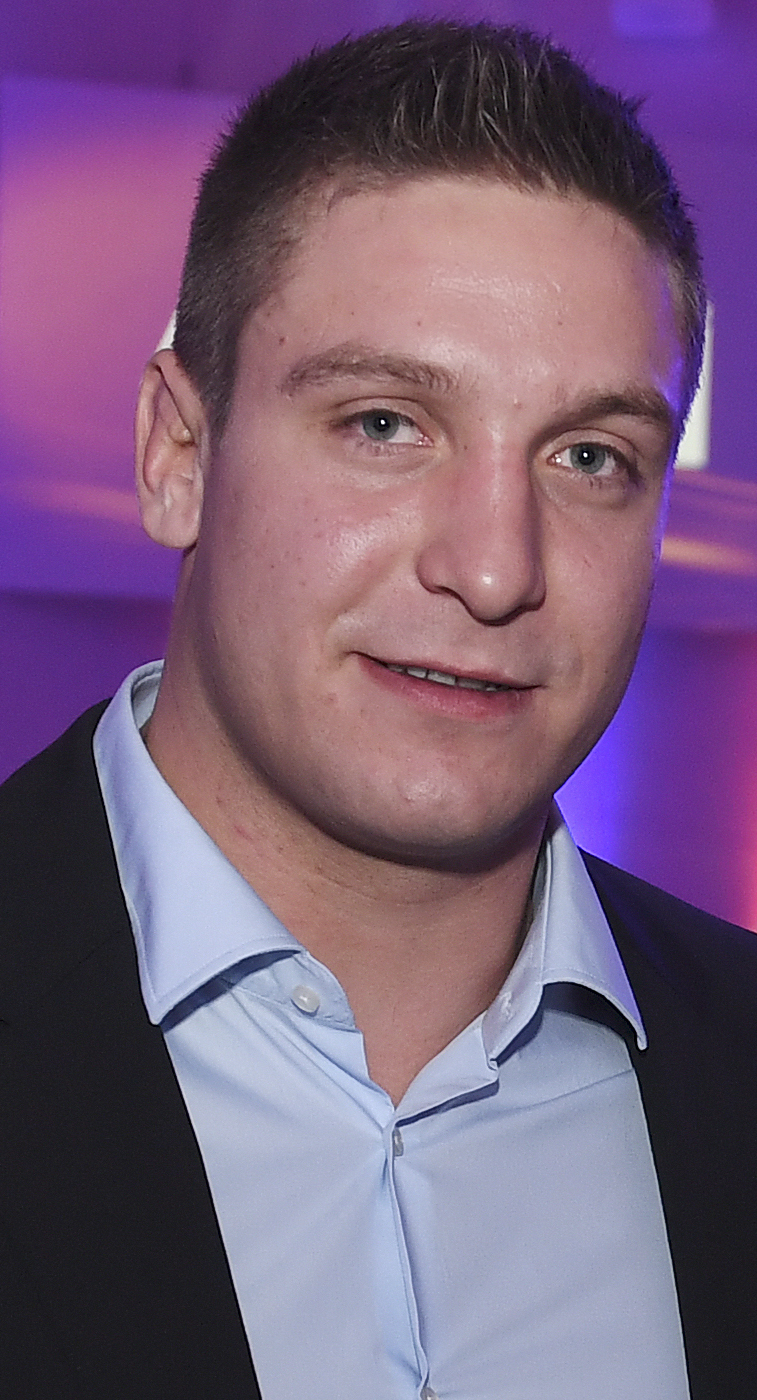
Curdin Orlik (* 1993)

- Orlik, Emil (1870–1932), böhmischer Maler, Grafiker und Kunsthandwerker
- Orlik, Hanna (* 1993), russische Tennisspielerin
- Orlik, Peter (* 1938), US-amerikanischer Mathematiker
- Orlik, Roger (* 1974), deutscher Journalist, Schriftsteller und Verleger
- Orlik, Simon (1876–1942), österreichischer Schwimmer
- Orlik-Rückemann, Wilhelm (1894–1986), polnischer General
- Orlikowsky, Waclaw (1921–1995), ukrainisch-schweizerischer Ballettmeister und Choreograph
- Orlinski, Heinz Bernhard (1928–2012), deutscher Kirchenmusiker und Hochschullehrer
- Orliński, Jakub Józef (* 1990), polnischer Breakdancer und Opern/Konzertsänger der Stimmlage Countertenor
- Orlinski, Richard (* 1966), französischer Sänger
- Orlishausen, Dirk (* 1982), deutscher Fußballtorhüter
- Orlishausen, Julian (* 1981), deutscher Opernsänger
- Orlitsky, Alon (* 1958), israelischer Informatiker und Mathematiker

### Orlo
- Orloff, Chana (1888–1968), französisch-israelische Bildhauerin
- Orloff, Greg (* 1959), US-amerikanischer Tontechniker
- Orloff, Ida (1889–1945), Schauspielerin und Geliebte des Schriftstellers Gerhart Hauptmann
- Orloff, Lee, US-amerikanischer Tontechniker
- Orloff, Peter (* 1944), deutscher Schlagersänger, Komponist, Texter, Produzent und SchauspielerPeter Orloff (* 1944)

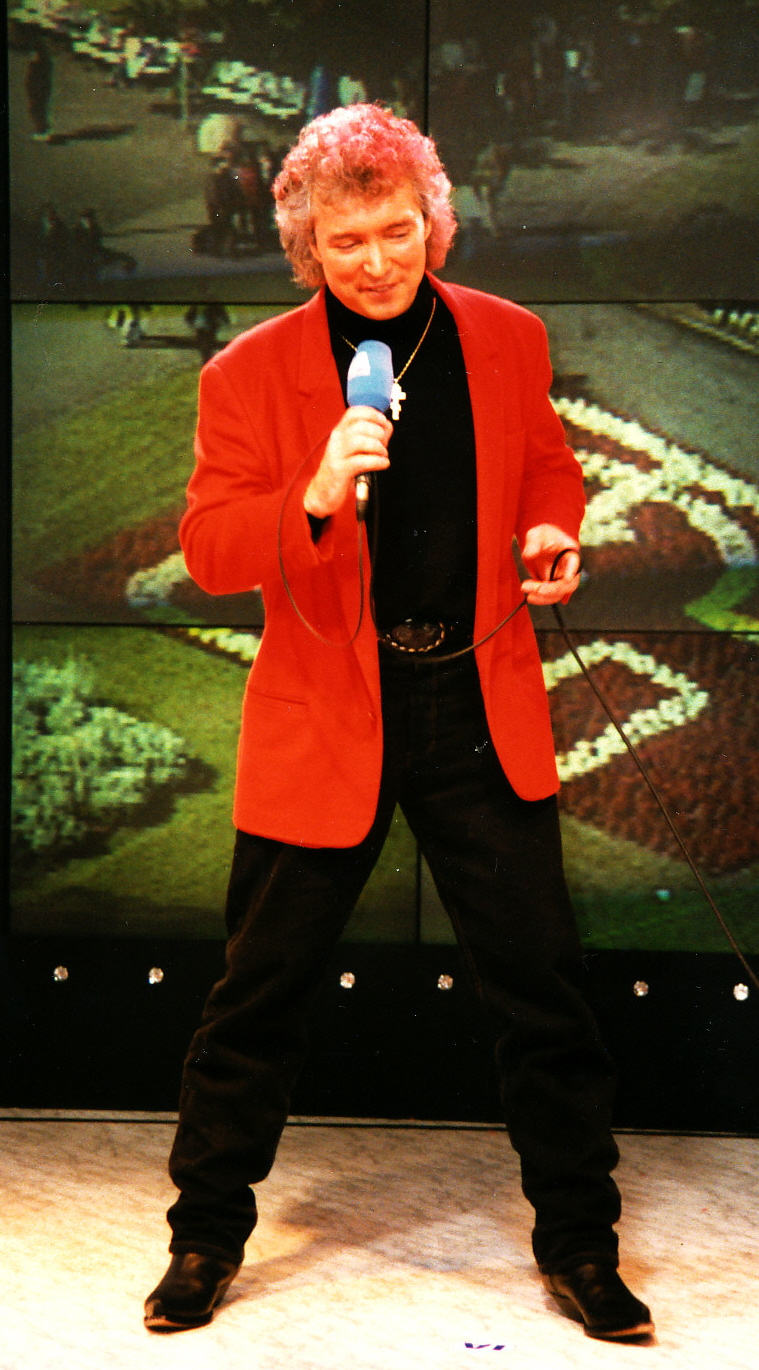
Peter Orloff (* 1944)

- Orlogi, Margit (* 1958), deutsche Steinbildhauerin und Malerin
- Orlok, Ludger (* 1965), deutscher Kurator, Tänzer, Choreograf
- Orlopp, Bettina (* 1970), deutsche Managerin und Vorstand der Commerzbank
- Orlopp, Detlef (* 1937), deutscher Fotograf und Hochschullehrer
- Orlopp, Friedrich (1824–1906), deutscher Konditor und Politiker, MdL
- Orlopp, Josef (1888–1960), deutscher FDGB-Funktionär, MdV und Mitglied des Nationalrates der Nationalen Front (DDR)
- Orłoś, Maciej (* 1960), polnischer Schauspieler
- Orlov, Boris (1945–2018), russisch-niederländischer Sporttrainer
- Orlov, Maxim (* 2002), deutscher Handballspieler
- Orlova, Alina (* 1988), litauische Singer-Songwriterin
- Orlova, Anna (* 1972), lettische Rennrodlerin
- Orlovius, Andreas Johannes (1735–1788), deutscher Mediziner
- Orlovius, August Reinhold (1806–1887), königlich preußischer Generalmajor und zuletzt Kommandant der Festung Pillau
- Orlovius, Thomas (* 1989), deutscher Telemarker
- Orlovská, Kvetoslava (* 1983), slowakische Badmintonspielerin
- Orlovská, Zuzana (* 1989), slowakische Badmintonspielerin
- Orlovsky, Peter (1933–2010), US-amerikanischer Dichter und Schauspieler
- Orlovsky, Raimar (* 1966), deutscher Violinist
- Orlow, Alexander Alexandrowitsch (1889–1974), russischer bzw. sowjetischer Balletttänzer, Schauspieler und Estradakünstler
- Orlow, Alexander Iwanowitsch (* 1949), sowjetisch-russischer Wirtschaftsmathematiker, Kybernetiker und Hochschullehrer
- Orlow, Alexander Jakowlewitsch (1880–1954), russischer Astronom und Hochschullehrer
- Orlow, Alexander Michailowitsch (1895–1973), sowjetischer AgentAlexander Michailowitsch Orlow (1895–1973)

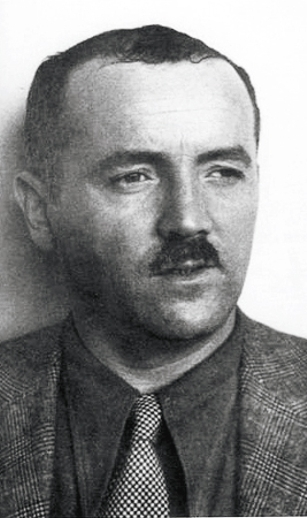
Alexander Michailowitsch Orlow (1895–1973)

- Orlow, Alexei Fjodorowitsch (1786–1861), russischer General und Staatsmann
- Orlow, Alexei Grigorjewitsch (1737–1808), russischer Admiral
- Orlow, Alexei Maratowitsch (* 1961), russischer Politiker, Präsident der Teilrepublik Kalmückien
- Orlow, Anatoli Petrowitsch (1879–1937), russisch-orthodoxer Geistlicher, Theologe und Kirchenhistoriker
- Orlow, Dietrich (* 1937), US-amerikanischer Historiker
- Orlow, Dmitri Iwanowitsch (1806–1859), Seefahrer und Kartograf
- Orlow, Dmitri Olegowitsch (* 1966), russischer Mathematiker
- Orlow, Dmitri Wladimirowitsch (* 1991), russischer Eishockeyspieler
- Orlow, Fjodor Grigorjewitsch (1741–1796), russischer Offizier
- Orlow, Georgi Michailowitsch (1901–1985), russisch-sowjetischer Architekt und Hochschullehrer
- Orlow, Grigori Grigorjewitsch (1734–1783), Geliebter Katharinas II. und OffizierGrigori Grigorjewitsch Orlow (1734–1783)

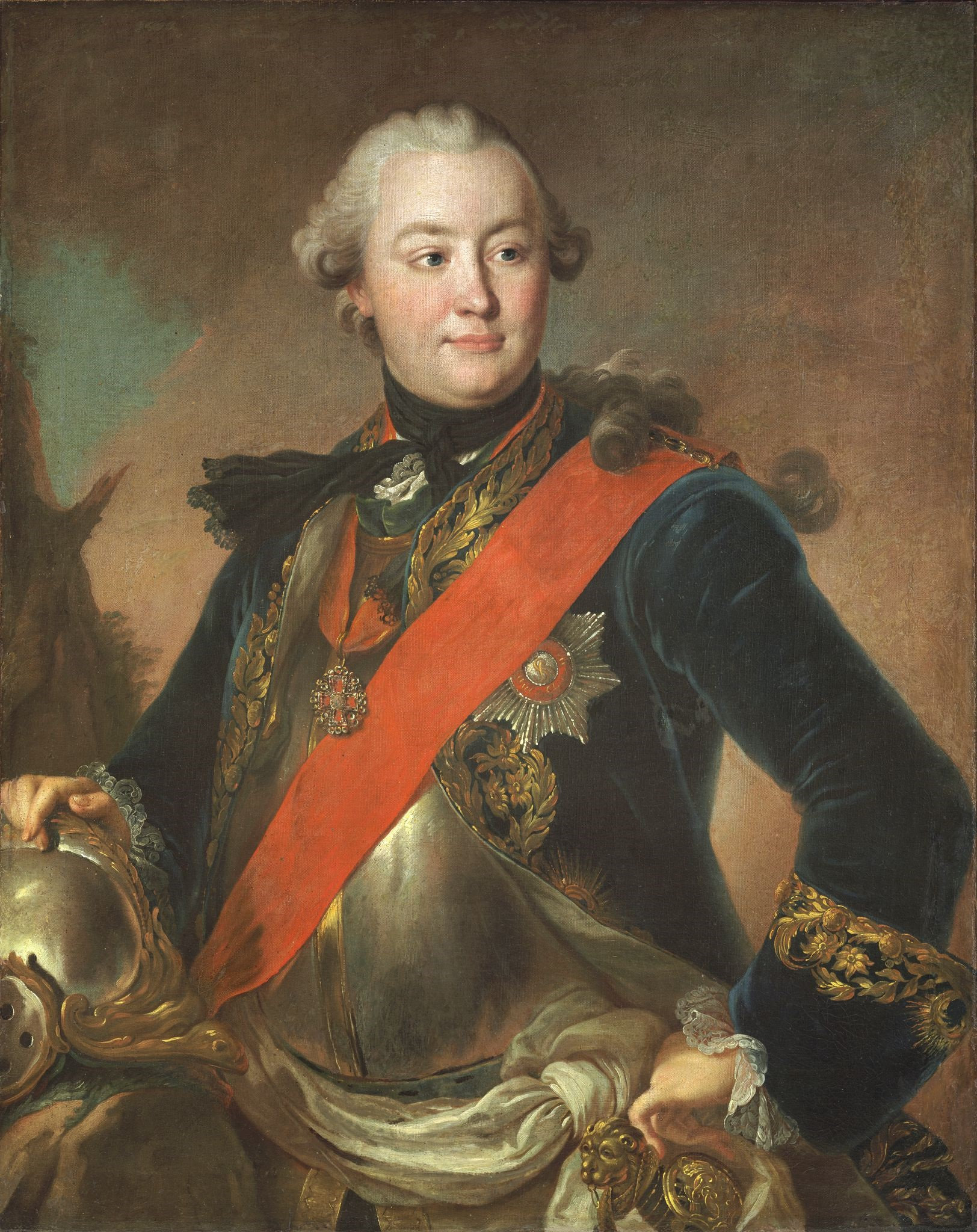
Grigori Grigorjewitsch Orlow (1734–1783)

- Orlow, Grigori Wladimirowitsch (1777–1826), russischer Staatsmann und Gelehrter
- Orlow, Igor (1923–1982), sowjetischer Doppelagent
- Orlow, Jewgeni Alexandrowitsch (* 1990), russischer Eishockeyspieler
- Orlow, Juri Alexandrowitsch (1893–1966), russischer Zoologe und Paläontologe
- Orlow, Juri Fjodorowitsch (1924–2020), US-amerikanischer Kernphysiker und sowjetischer Dissident
- Orlow, Michail (* 1967), russischer Geher
- Orlow, Michail Fjodorowitsch (1788–1842), russischer Generalmajor und Dekabrist
- Orlow, Nikolai, russischer Ringer
- Orlow, Nikolai Alexejewitsch (1820–1885), Fürst und einziger Sohn des Alexei Fjodorowitsch Orlow
- Orlow, Nikolai Andrejewitsch (1892–1964), russisch-britischer Pianist und Musikpädagoge
- Orlow, Nikolai Arsenjewitsch (1870–1919), russischer Arzt und Mineraloge
- Orlow, Nikolai Ljuzianowitsch (* 1952), sowjetischer bzw. russischer Herpetologe
- Orlow, Oleg Petrowitsch (* 1953), russischer MenschenrechtsaktivistOleg Petrowitsch Orlow (* 1953)

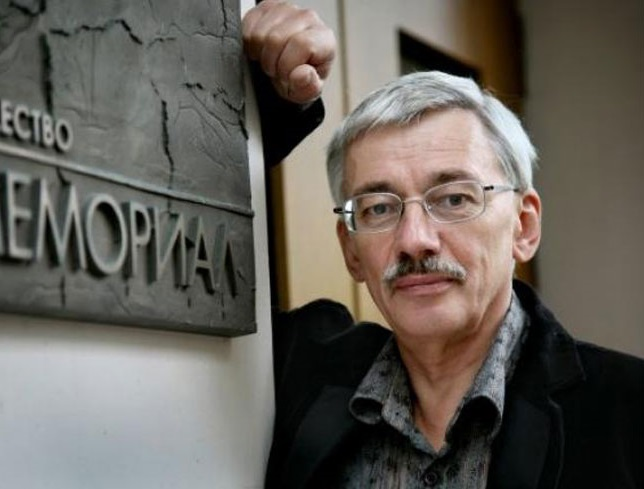
Oleg Petrowitsch Orlow (* 1953)

- Orlow, Wladimir Alexandrowitsch (* 1938), sowjetischer Eisschnellläufer
- Orlow, Wladimir Grigorjewitsch (1743–1831), russischer Staatsbeamter und Wissenschaftsmanager
- Orlow, Wladimir Mitrofanowitsch (1895–1938), Oberkommandierender der sowjetischen Seekriegsflotte
- Orlow, Wladimir Nikolajewitsch (1868–1927), russischer Adliger, Militär und Olympionike
- Orlow, Wladyslaw (* 1995), ukrainischer Tennisspieler
- Orlow-Denissow, Wassili Wassiljewitsch (1775–1843), russischer General der Kavallerie
- Orlowa, Alexandra Andrejewna (* 1997), russische Freestyle-Skierin
- Orlowa, Anna (* 2002), ukrainische Sprinterin
- Orlowa, Jelena Nikolajewna (* 1980), russische Leichtathletin
- Orlowa, Ljubow Petrowna (1902–1975), sowjetische Schauspielerin
- Orlowa, Marija Sergejewna (* 1988), russische Skeletonsportlerin
- Orlowa, Marina Wiktorowna (* 1986), russische Schauspielerin, Sängerin und Dichterin
- Orlowa, Marina Wladimirowna (* 1980), russische Anglistin
- Orlowa-Afinogenowa, Jelena Lwowna (* 1953), russische Malerin, Stilllebenmalerin, Porträtmalerin und Genremalerin
- Orlowa-Kopelewa, Raissa Dawydowna (1918–1989), russische Schriftstellerin
- Orlowa-Tschesmenskaja, Anna Alexejewna (1785–1848), russische Hofdame und Mäzenin
- Orłowska, Maria (* 1951), polnische Informatikerin, Hochschullehrerin und Politikerin
- Orłowski, Aleksander (1777–1832), polnischer Maler
- Orlowski, Alice (1903–1976), deutsche KZ-Aufseherin in verschiedenen KonzentrationslagernAlice Orlowski (1903–1976)

Alice Orlowski (1903–1976)

- Orlowski, Boris Iwanowitsch (1791–1837), russischer Bildhauer und Hochschullehrer
- Orlowski, Carl (1851–1913), deutscher Rittergutsbesitzer und Politiker (Zentrum), MdR
- Orlowski, Hans (1894–1967), deutscher Maler und Holzschneider
- Orłowski, Hubert (* 1937), polnischer Germanist
- Orlowski, Jeff (* 1984), US-amerikanischer Filmregisseur und Kameramann
- Orłowski, Józef (1819–1880), polnischer Architekt
- Orlowski, Kurt (1905–1987), deutscher Fußballspieler
- Orłowski, Leon (1891–1976), polnischer Botschafter
- Orlowski, Marian (* 1993), deutscher Handballspieler
- Orlowski, Milan (* 1952), tschechoslowakischer Tischtennisspieler
- Orlowski, Peter (1911–1993), deutscher Verwaltungsjurist, Heeres- und SS-Offizier, Landrat in Jarotschin
- Orlowski, Teresa (* 1953), deutsch-polnische Produzentin von Pornografie und ehemalige Pornodarstellerin
- Orlowski, Thomas (* 1969), deutscher Politiker (SPD)
- Orłowski, Wacław (* 1945), polnischer Ringer
- Orłowski, Witold (* 1962), polnischer Hochschullehrer
- Orlowsky, David (* 1981), deutscher Klarinettist und Gründer des David Orlowsky TrioDavid Orlowsky (* 1981)

David Orlowsky (* 1981)

- Orlowsky, Werner (1928–2016), deutscher Politiker, Baustadtrat in Berlin-Kreuzberg (1981–1989)
- Orlowskyj, Wolodymyr (1842–1914), ukrainischer Landschafts- und Genremaler des Realismus

### Orlu
- Örlund, Daniel (* 1980), schwedischer Fußballtorhüter

### Orly
- Orlyk, Andrij (* 1998), ukrainischer Skilangläufer
- Orlyk, Pylyp (1672–1742), Führer der Saporoscher Kosaken, engster Mitarbeiter des ukrainischen Kosaken-Atamans Iwan Masepa